# Mirosław Chmiel
Mirosław Chmiel (ur. 27 maja 1955 w Zamościu) – polski artysta fotograf. Członek rzeczywisty i Artysta Fotoklubu Rzeczypospolitej Polskiej (AFRP). Członek Zarządu Fotoklubu RP. Członek założyciel i prezes Zarządu Zamojskiej Grupy Fotograficznej – Grupa Twórcza. Wiceprezes Stowarzyszenia Kultura dla Zamościa.

## Życiorys
Mirosław Chmiel związany z zamojskim środowiskiem fotograficznym, mieszka i pracuje w Zamościu – fotografuje od końca lat 60. XX wieku. Jest współzałożycielem i prezesem Zarządu Zamojskiej Grupy Fotograficznej – Grupa Twórcza, będącej członkiem zbiorowym Fotoklubu Rzeczypospolitej Polskiej Stowarzyszenia Twórców, powstałej na bazie Zamojskiej Grupy Fotografików – działającej od 1976 roku, przy Wojewódzkim Domu Kultury w Zamościu. Jest inicjatorem, współorganizatorem i komisarzem wielu wystaw oraz plenerów fotograficznych. Jest współorganizatorem i kuratorem cyklicznego Przeglądu Fotografii Zamojskiej, w ramach którego uczestniczy w pracach jury. 
Mirosław Chmiel jest autorem i współautorem wielu wystaw fotograficznych; indywidualnych i zbiorowych oraz poplenerowych. Jego fotografie były prezentowane na wielu wystawach pokonkursowych, na których otrzymywały wiele akceptacji, nagród, wyróżnień, dyplomów i listów gratulacyjnych. Szczególne miejsce w jego twórczości zajmuje fotografia architektury, fotografia krajobrazowa, fotografia krajoznawcza, fotografia portretowa oraz reportażowa.  
W 2015 został laureatem nagrody Prezydenta Miasta Zamościa. W 2017 roku został przyjęty w poczet członków Fotoklubu Rzeczypospolitej Polskiej Stowarzyszenia Twórców (legitymacja nr 423). W 2018 roku został uhonorowany Medalem „Za Zasługi dla Fotografii Polskiej” – odznaczeniem przyznawanym przez Kapitułę Fotoklubu Rzeczypospolitej Polskiej Stowarzyszenia Twórców – w 100. rocznicę odzyskania przez Polskę niepodległości. W 2019 roku został stypendystą Prezydenta Miasta Zamościa. W 2020 odznaczony Srebrnym Medalem „Za Fotograficzną Twórczość” – odznaczeniem ustanowionym przez Zarząd i przyznawanym przez Kapitułę Fotoklubu Rzeczypospolitej Polskiej Stowarzyszenia Twórców, w odniesieniu do obchodów 25-lecia powstania Fotoklubu RP. 

## Odznaczenia
- Złoty Medal „Za Zasługi dla Rozwoju Twórczości Fotograficznej” (2016)
- Medal „Za Zasługi dla Fotografii Polskiej” (2018)[23][21][13]
- Złoty Medal „Za Zasługi dla Rozwoju Twórczości Fotograficznej” (2020)[24]
- Srebrny Medal „Za Fotograficzną Twórczość” (2020)[22]

## Wystawy indywidualne (wybór)
- Oblicza Zamojskiej Starówki (1977)
- Portrety Zamościan (1979)
- Roztocze (1980)
- Cerkwie (1982)
- Na widowni całe miasto (1983)
- 50 lat ZDK (2015)
- Tanecznym krokiem (2015)
- Początki Zamojskiego Lata Teatralnego cz. I (2015)
- Magia teatru (2016)
- Zamojszczyzna (2017)
- Początki Zamojskiego Lata Teatralnego cz. II (2017)
- Wspomnienie Jana Machulskiego (2017)
- Obraz nierzeczywisty (2018)
- Akademia Zamojska (2019)
- 35 lat ZPiT Zamojszczyzna – Galeria Nadszaniec (Zamość 2020)[25]
- 35 lat ZPiT Zamojszczyzna – Rynek Solny (Zamość 2021)[26]
- Od ziarna do pixela – Magia teatru cz. 1 – Galeria F10 (Warszawa 2021)[27]
- Akademia Zamojska – rewitalizacja (2021)[28]
- Od ziarna do pixela – Magia teatru cz. 1 – Zamojski Dom Kultury (2022)[29]
- Akademia Zamojska. Historia rewitalizacji 2019–2023 – Muzeum Zamojskie (2023)[30][31]
- Obraz (nie)oczywisty – Hotel Zamojski (2024)[32]

Źródło